# Битва під Садовою
Битва під Садовою (або під Кеніґґрецом, нім. Schlacht bei Königgrätz, сучасне Градець-Кралове у Чехії) — відбулася 3 липня 1866 року і була найбільшою битвою у австро-прусській війні 1866 року, що кардинально вплинула на її перебіг, поклавши кінець австрійському впливу в Німеччині та забезпечивши Пруссії панування в регіоні.

## Хід битви

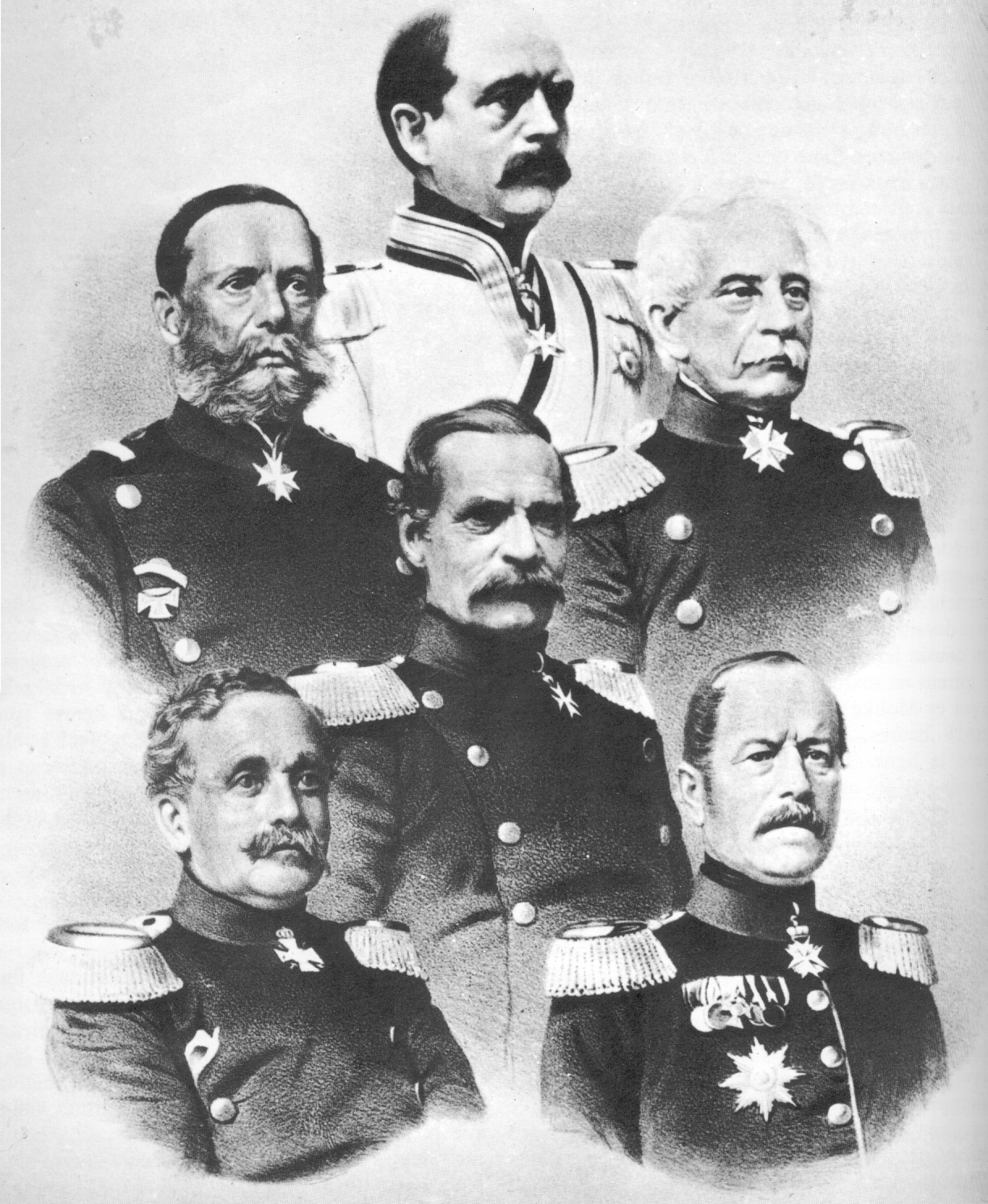
Командувачі прусськими військами у битві під Садовою
Зверху вниз та зліва направо: # Бісмарк # генерал Фогель фон Фалькенштейн # генерал фон Штейнмец # фон Роон # генерал фон Флісс # генерал Херварт фон Біттенфельд

Австрійська Північна армія (215 тис. вояків з 770 гарматами) займала позиції на висотах на північний схід від селища Садова (нині у Чехії), зустрілася з Ельбською й Силезькою прусськими арміями (221 тис. вояків, 900 гармат) під командуванням короля Вільгельма I. 
3 липня Ельбська армія частиною сил обійшла лівий фланг австрійців, а Силезька завдала удару по правому флангу й тилу. Під загрозою оточення генерал Л. Бенедек почав відступ своїх військ під прикриттям 170 гармат, розташованих за 4 км на північний захід від міста Кеніґґрец. 
Генерал Бенедек не організував розвідку місцевості та не зміг налагодити взаємодію своїх корпусів. Важливу роль відіграла перевага пруссів у артилерії. У багатонаціональній австрійській армії багато народів не хотіли воювати за Габсбургів. Сотні й навіть тисячі італійців та румунів здійснили дезертирство з поля бою під Садовою. 
Дезорганізована австрійська армія не витримала прусських атак та хаотично відступила, втративши, разом із союзними саксонськими військами, вбитими та пораненими близько 15 тис. й 22 тис. полоненими та дезертирами, а також 116 (за іншими даними 187) гармат — майже в 5 разів більше, ніж пруси, втрати яких не перевищували 9 тис. чоловік. Прусські війська своєчасно не організували переслідування, й лише це врятувало Північну армію від цілковитого знищення.

## У мистецтві
Баталію неодноразово було відображено в образотворчих та музичних творах, таких як Königgrätzer Marsch.

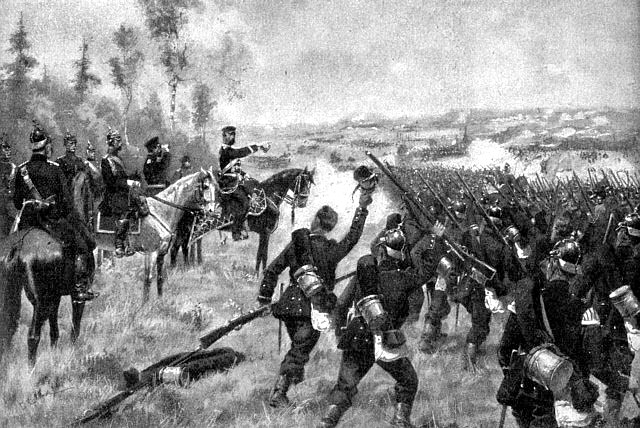
Битва під Садовою: кронпринц Фрідріх Карл успішно командує прусськими полками.
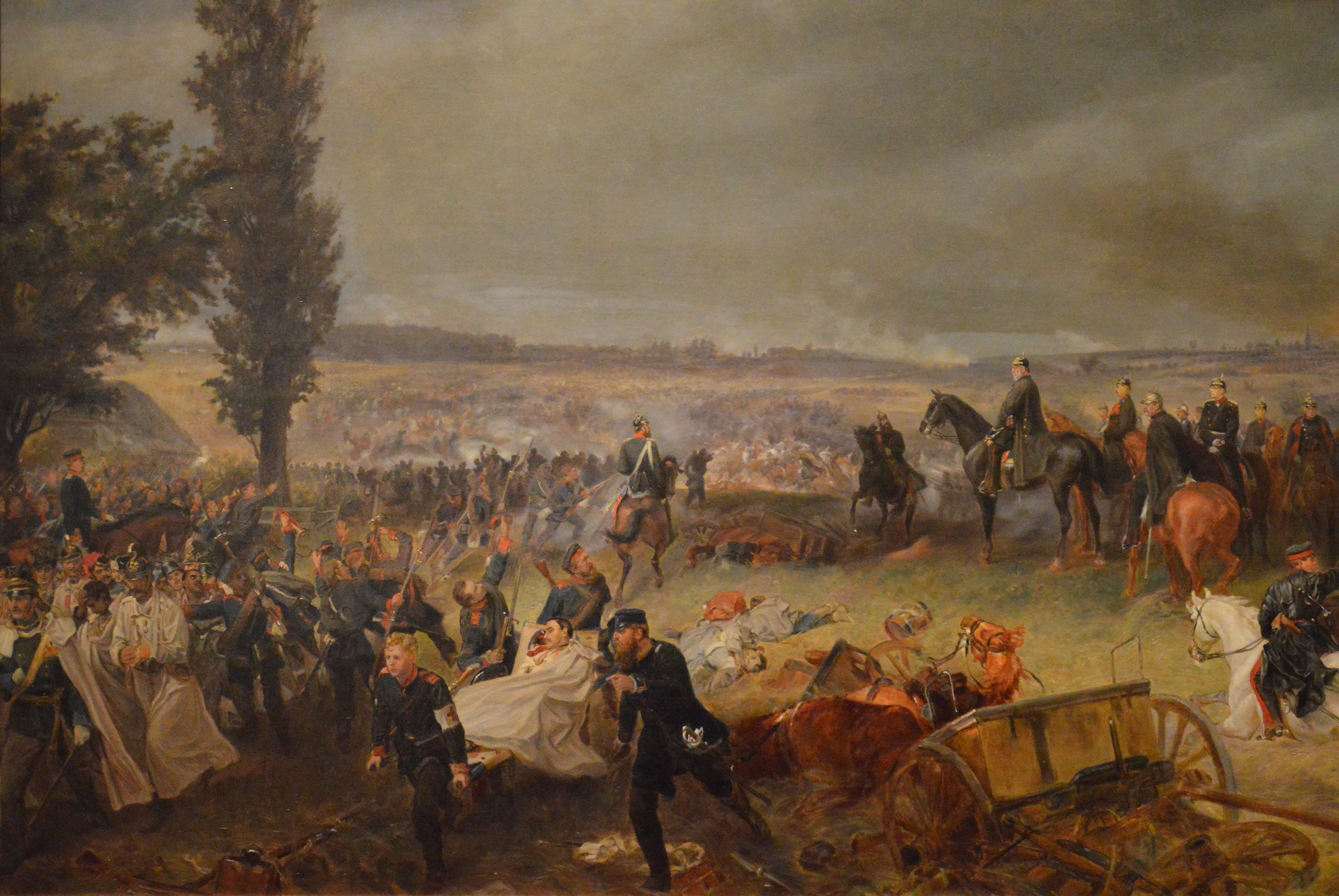
Георг Блайбтрой. Битва при Кеніггреці (1866).